# Oswald Hanfling
Oswald Hanfling (geboren 21. Dezember 1927; gestorben 25. Oktober 2005) war ein deutscher Philosoph und Professor für Philosophie an der Open University.

## Leben
Oswald Hanfling gelangte mit einem Kindertransport nach England. Er jobbte in verschiedenen Tätigkeiten, bis es ihm gelang, ein 1963 ein Abendstudium am Birkbeck College aufzunehmen. Er wurde 1971 promoviert.
Ab 1970 unterrichtete er an der Open University – zunächst als Lecturer und schließlich als Professor. Am stärksten beeinflusst war er dabei von Ludwig Wittgenstein, dessen Philosophie er auf verschiedene Probleme anwandte. So beschäftigte er sich unter anderem mit der Frage nach dem Sinn des Lebens, mit epistemologischen und ästhetischen Fragen sowie mit der Ordinary Language Philosophy.

## Schriften (Auswahl)
- Logical Positivism – Blackwell 1981.
- The Quest For Meaning – Blackwell 1987.
- Life and Meaning: A Philosophical Reader (als Hrsg.) – Blackwell 1988.
- Wittgenstein’s Later Philosophy – Macmillan Publishers 1989.
- Philosophical Aesthetics (als Hrsg.) – Blackwell 1992.
- Ayer – Weidenfeld & Nicolson 1997.
- Philosophy and Ordinary Language: The Bent and Genius of Our Tongue – Routledge 2003.